# Rozalia Bernsztajnowa
Rozalia Bernsztajnowa (także Bernsteinowa, Bernstejnowa, Bernsztejnowa,  Bersztajnowa, Bersztejnowa, Bersteinowa, Berstein; ur. w XIX w., zm. w XX w.; fl. ca 1896–1924) – polska tłumaczka żydowskiego pochodzenia.
Tożsamość tłumaczki owiana jest tajemnicą. Istnieje teoria, według której jest to pseudonim literacki Janiny Mortkowiczowej, choć została ona zdecydowanie skrytykowana przez Piotra Oczko, Tomasza Nastulczyka i Dorotę Powieśnik.
Znana przede wszystkim z przekładu dwóch pierwszych tomów poczytnej serii powieści o Ani Shirley kanadyjskiej autorki Lucy Maud Montgomery: Ania z Zielonego Wzgórza (1911) i Ania z Avonlea (1924).
Przetłumaczyła także kilka powieści z języka duńskiego, norweskiego i szwedzkiego:
- Dziennik Julii – Peter Nansen(inne języki)[1] (1896)
- Podróż do morza lodowatego – Niels Hansen-Juel[1] (1897)
- Historia o Cesi sierotce – Hans Aanrud (1907)
- O czterech władcach ziemi: opowiadania – Carl Ewald(inne języki)[1] (1908)
- Dwunożny ujarzmiciel sił przyrody – Carl Ewald[1] (1909)
- Przebudzenie się ogrodu – Helena Nyblom(inne języki)[1] (1911)
- Przygoda Janka w wieczór wigilijny – Viktor Rydberg(inne języki) (1911)
- Siostrzyczka – Ågot Gjems-Selmer(inne języki)[1] (1913)